# Bavayia nubila
Bavayia nubila es una especie de gecko del género Bavayia, perteneciente a la familia Diplodactylidae. Fue descrita científicamente por Bauer, Sadlier, Jackman & Shea en 2012.

## Distribución
Se encuentra en Nueva Caledonia (Provincia Sur).